# 번까인현
번까인현(베트남어: Huyện Vân Canh / 縣耘耕)은 베트남 남중부 지방 빈딘성의 현이다.

## 행정 구역
번까인현은 1시진, 6사를 관할하고 있다.

### 시진
- 번까인 시진 (Thị trấn Vân Canh, 耘耕市鎭)

### 사
- 까인히엔 사 (Xã Canh Hiển, 耕顯社)
- 까인히엡 사 (Xã Canh Hiệp, 耕協社)
- 까인호아 사 (Xã Canh Hòa, 耕和社)
- 까인리엔 사 (Xã Canh Liên, 耕連社)
- 까인투언 사 (Xã Canh Thuận, 耕順社)
- 까인빈 사 (Xã Canh Vinh, 耕榮社)